# James Millingen
James Millingen (Westminster 18 janvier 1774 - Florence, 1er octobre 1845) est un historien, numismate, archéologue anglais, spécialiste de l'Italie antique, et en particulier des Étrusques.

## Biographie
James Millingen est né le 18 janvier 1774, second fils de Michael Millingen, un négociant néerlandais qui de Rotterdam avait émigré à Batavia, puis qui s'installa à Queen's Square à Westminster.
Il poursuit ses études à Westminster School où il attire l'attention de l'ami de son père et d'un voisin, Clayton Mordaunt Cracherode, qui l'encourage à étudier la numismatique.
En 1790, la famille Millingen émigre à Paris où James devient un employé de la banque de M. de Van Nyver.
Après les événements du 10 août 1792, Mme Millingen avec ses deux fils part pour Calais, mais James Millingen les ramène à Paris où il obtient un poste à l'institut français où il fait la connaissance du directeur Monger, un minéralogiste bien connu. Il fait aussi la connaissance, à la Bibliothèque Nationale de l'administrateur, de l'abbé Barthélemy Courcy, du géographe Barbier du Bocage, de Charles Athanase Walckenaer et d'autres archéologues.
Vers la fin de 1792, Millingen est arrêté en tant que sujet britannique par un décret de la Convention nationale. Il est d'abord enfermé à la prison des Madelonnettes, puis dans celle du Luxembourg et enfin au Collège des Écossais où il reste jusqu'aux  événements du 9 thermidor (27 juillet 1794). Au collège des Écossais, il fait la connaissance de deux compagnons de captivité, Charles d'Este, fils du révérend Charles d'Este (1753-1829) et Sir Robert Smith de Beerchurch Hall d'Essex.
Après sa remise en liberté, Millingen gagne Calais mais revient rapidement à Paris où il devient partenaire de la banque de Sir Robert Smith & Co., rue Ceruti, qui fait finalement faillite.
Atteint par l'asthme, James Millingen part en Italie où il fait des recherches sur les monnaies, médailles, vases étrusques. Il rédige ses écrits en français et en italien.
Il achète des antiquités et approvisionne la plupart des grands musées d'Europe avec des spécimens de l'art antique. Il a souvent offert ses achats aux fiduciaires du British Museum.
Il vit quelque temps à Rome, à Naples où il fait la connaissance de Lady Blessington et finit par s'installer à Florence. Occasionnellement il continue de se rendre à Paris et Londres.
Il bénéficie d'une pension civile de 100 l, est associé royal et plus tard membre honoraire de la Royal Society of Literature, membre des Sociétés des antiquaires de Londres et de France, correspondant de la Institut de France (18 janvier 1833) et membre d'autres académies européennes.
James Millingen, victime d'une affection grave catarrhale meurt le 1er octobre 1845, la veille d'un déplacement de Florence à Londres.

## Famille
En 1797, il épousa à Calais Elizabeth Penny White, fille de Christopher White, de Calais, et a eu quatre enfants : Horace, Julius Michael (Julius Michael Millingen), médecin de Lord Byron, Augustus et Julia Cornelia. Il était un fervent protestant et se sépara de sa femme et de sa fille lorsque celles-ci se sont converties au catholicisme.
Le médecin et écrivain John Gideon Millingen (1782-1849) est son frère cadet.
Il est le grand-père d'Osman Bey (essayiste).

## Monnaie étrusque
James Millingen a identifié les émissions étrusques de aes grave comme parallèles à celles de la monnaie ombrienne et romaine, mais a considéré comme archaïques les premières émissions à la frappe au marteau de Populonia sur la  base de considérations stylistiques et des modèles utilisés. Il admettait que la ville ait pu être fondée par des colons provenant de Phocée en Ionie, et que les monnaies en or comme la protomé léonine fussent d'origine phocéenne.

## Publications
- Recueil de quelques médailles grecques inédites, De Romanis, Rome, 1812[4]
- Considérations sur la numismatique de l'ancienne Italie : principalement sous ..., Joseph Molini, Florence, 1841[5].
- Peintures antiques de vases grecs de la collection de Sir John Coghill Bart, Romanis, 1817.
- Peintures antiques et inédites de vases grecs : tirées de divers collections, avec des explications, éditeur Imprimé par De Romanis, 1813.
- Histoire métallique de Napoléon : ou, Recueil des médailles et des monnaies qui ont été frappées depuis la première campagne de l'armée d'Italie jusqu'à la fin de son règne, éditeur A. Delahays, 1854.
- Considérations sur la numismatique de l'ancienne Italie principalement sous le rapport de Monumens historiques et philologiques, éditeur Jos. Molini, 1844.
- Peintures antiques et inédites de vases grecs tirées de diverses collections, éditeur de Romanis, 1813.
- avec Salomon Reinach, Aubin Louis Millin, Peintures de vases antiques recueillies par Millin (1808) et Millingen (1813), vol. 2, Bibliothèque des monuments figurés grecs et romains, éditeur Librairie de Firmin-Didot, 1891.